# Kẻ kiến tạo
Kẻ kiến tạo (tiếng Anh: The Creator) là một bộ phim điện ảnh Mỹ thuộc thể loại hành động – khoa học viễn tưởng ra mắt vào năm 2023 do Gareth Edwards làm đạo diễn, viết kịch bản và đồng sản xuất. Tác phẩm có sự tham gia diễn xuất của các diễn viên gồm John David Washington, Gemma Chan, Ken Watanabe, Sturgill Simpson, Amar Chadha-Patel, Ralph Ineson, Ngô Thanh Vân, Marc Menchaca, Madeleine Yuna Voyles và Allison Janney. Lấy bối cảnh vào năm 2070, 15 năm sau một vụ nổ hạt nhân ở Los Angeles và cuộc chiến chống lại trí tuệ nhân tạo, một cựu sĩ quan đặc nhiệm tác chiến đã được thuê để truy tìm và giết một kẻ được gọi là "Kẻ kiến tạo", là người đã nghiên cứu và phát triển một loại vũ khí bí mật có khả năng chấm dứt cuộc chiến nói trên.
Việc phát triển cho bộ phim được hình thành vào tháng 11 năm 2019, khi Gareth Edwards đã đồng ý ký hợp đồng làm đạo diễn và lên kế hoạch viết kịch bản một tác phẩm khoa học giả tưởng cho hãng New Regency, và sau đó được chính thức công bố vào tháng 2 năm 2020. John David Washington là người được chọn đóng vai chính vào tháng 5 năm 2021, và dàn diễn viên còn lại được xác nhận tham gia đóng phim vào năm 2022. Bộ phim được khởi quay tại Thái Lan từ tháng 1 đến tháng 5 năm 2022.
Kẻ kiến tạo được 20th Century Studios phát hành tại Mỹ và Việt Nam vào ngày 29 tháng 9 năm 2023. Phim đạt được tổng doanh thu ở mức 104,3 triệu USD so với kinh phí 80 triệu USD bỏ ra, và nhận được những lời khen ngợi từ giới chuyên môn. Tại giải Oscar lần thứ 96, bộ phim được đề cử hai giải, gồm Âm thanh xuất sắc nhất và Hiệu ứng hình ảnh xuất sắc nhất.

## Nội dung
Năm 2055, một robot trí tuệ nhân tạo đã cho nổ một đầu đạn hạt nhân ở Los Angeles, California. Để đáp lại màn khai chiến, đa số các quốc gia phương Tây đồng ý tuyên chuyến chống lại trí tuệ nhân tạo để ngăn ngừa sự diệt vong của loài người. Tuy nhiên, quyết định này vấp phải sự phản đối của các quốc gia ở các nước ở khu vực được gọi là "Tân Á" (bao gồm các nước Đông Nam Á, Nhật Bản, Đài Loan, Bangladesh, Bhutan, Nepal và một số nơi ở Ấn Độ) bởi con người ở các nước này ủng hộ và yêu mến trí tuệ nhân tạo. Một đội quân được giao nhiệm vụ ám sát "Nirmata", thủ lĩnh bí mật đứng đằng sau sự tân tiến của trí tuệ nhân tạo. Một tàu chiến phòng không tối tân của Mỹ gọi tắt là NOMAD được chế tạo và phóng ra ngoài vũ trụ có khả năng phóng những đợt tấn công mang sức công phá lớn từ quỹ đạo không gian.
Joshua Taylor là một trung sĩ của quân đội Mỹ đang ở cùng với người vợ đang mang bầu tên Maya Fey-Taylor. Quân đội Mỹ tin rằng Maya chính là con gái của Nirmata, kẻ họ đang truy lùng, nên đã giao nhiệm vụ cho Joshua tiếp cận và lập gia đình với Maya với hy vọng moi ra tung tích của Nirmata. Khi quân đội tấn công nhà của hai người, Joshua cũng lộ bộ mặt thật của mình, Maya cố gắng chạy trốn nhưng đã bị tàu NOMAD tiêu diệt.
Năm năm sau, Joshua làm việc cho một đội chuyên dọn dẹp sau dư chấn ở Los Angeles. Tướng Andrews và nữ đại tá Howell đã tiếp cận Joshua và đưa anh tham gia vào nhiệm vụ phá hủy một món vũ khí mới tên "Alpha O" được chế tạo bởi Nirmata. Loại vũ khí này được cho là có khả năng phá hủy tàu NOMAD và sẽ chuyển cán cân trận chiến về hướng có lợi cho phe trí tuệ nhân tạo. Để chiêu mộ Joshua, họ cho anh xem một đoạn clip cho thấy Maya vẫn còn sống, và bảo rằng anh có cơ hội sẽ tìm thấy và sum họp lại với cô nếu anh tham gia vào đội quân. Ở Tân Á, sau khi bị chia cách với đồng đội, Joshua vào được một phức hợp được cho là đang nắm giữ món vũ khí "Alpha O", nhưng anh chỉ tìm thấy một sinh vật dưới dạng một bé gái. Joshua sau đó biết rằng bé gái này mang trong mình khả năng điều khiển từ xa. Joshua đặt tên cho cô bé là Alphie, theo đó anh chống lại mệnh lệnh giết Alphie của đại tá Howel. Anh cùng cô bé lên đường đi tìm Drew, cấp trên ngày xưa của Joshua.
Khi kiểm tra Alphie, Drew bảo với Joshua rằng cô bé có khả năng sẽ trờ thành một vũ khí mạnh nhất trên thế giới do khả năng điều khiển từ xa của cô bé sẽ phát triển vượt bậc. Lúc này, cảnh sát Tân Á tấn công căn hộ của Drew, giết bạn gái robot của anh là Kami khi Howell cùng với đồng đội của hắn là McBride cũng đã tiếp cận đến nơi. Với sự giúp đỡ của Drew, Joshua xác định được nơi phát ra tín hiệu của Maya nhưng không tìm thấy cô. Drew bị thương nặng do bảo vệ cho Joshua trước sự tấn công của quân Howell. Trước khi nhắm mắt, Drew bảo Joshua rằng một cuộc tập kích trước đó năm năm đã từng xảy ra vì tin tình báo đã tiết lộ chính Maya là Nirmata. Joshua và Alphie bị bắt giữ bởi một nhóm quân Tân Á do Harun dẫn dầu, một chiến binh robot và cũng là một đồng đội của Joshua ngày trước.
Harun cho biết rằng vụ nổ hạt nhân ở Los Angeles trước kia là do lỗi chương trình do con người gây nên, và chính phủ Mỹ đã che giấu chuyện này bằng cách đổ lỗi cho trí tuệ nhân tạo, trong khi trí tuệ nhân tạo luôn muốn cùng chung sống hòa bình với con người. May mắn thoát được những kẻ cầm cố mình, Joshua giải cứu Alphie và cả hai chuẩn bị chạy trốn khi Howell ra lệnh tấn công ngôi làng nơi cả hai bị giam cầm. Alphie can thiệp với khả năng đặc biệt của mình nhưng bị McBride làm bị thương nghiêm trọng. Cô bé được mau chóng đưa tới chỗ của Maya. Joshua biết được rằng Maya lúc này vẫn còn đang trong tình trạng hôn mê kể từ đợt tấn công ngôi nhà của hai người vào năm năm trước, và hiện đang được theo dõi bởi một nhóm nhà sư robot. Vì robot không thể hãm hại Nirmata, Maya được nằm đó không ai chăm sóc mà vẫn không bị chết. Một sự thật được tiết lộ rằng Alphie chính là một robot được tạo ra dựa trên hình mẫu được sao chép từ trong bụng mẹ của đứa con gái chưa chào đời từ chính Joshua và Maya. Quá đau buồn, Joshua quyết định rút ống thở của Maya để cô ra đi khi Howell và quân của bà ta tìm ra nơi anh ẩn nấp, nhưng Howell và quân của bà đã bị Harun tiêu diệt. Harun cũng bảo Joshua phải phá hủy tàu NOMAD nếu muốn cuộc chiến kết thúc.
Joshua và Alphie bị bắt giữ bởi quân đội Mỹ và bị mang đến Los Angeles. Joshua bị ép phải giết Maya bằng một vũ khí sốc điện, nhưng tướng Andrews phát hiện quân đội đã bị trúng kế của Joshua. Joshua và Alphie đã nhanh chóng trốn thoát được trước khi "xác" của Alphie bị đem đi thiêu. Cả hai lên được một con tàu du lịch mặt trăng tại sân bay Los Angeles, Alphie điều khiến cho con tàu hạ cánh lên boong của tàu NOMAD ngay khi Andrews ra lệnh cho một đợt tiêu diệt toàn bộ trí tuệ nhân tạo còn lại trên toàn thế giới. Joshua đặt một quả bom hẹn giờ trong khi Alphie điều chỉnh làm cho con tàu NOMAD mất điện. Nhưng trước khi Joshua tới kịp tàu cứu hộ, Andrews đã kích hoạt một robot tua cảm để ngăn chặn Joshua vào tàu, buộc Joshua phải bấm nút làm con thuyền mà Alphie đang ở bên trong rơi khỏi tàu NOMAD trước khi nó phát nổ. Khi tàu nổ, toàn bộ đợt tấn công bị dừng lại, Joshua ôm một bản dạng sinh vật mang hình hài của Maya mà Alphie đã kích hoạt bằng cách sử dụng một con chip có chứa những thông tin về Maya mà Howell đã tải được từ não của Maya trước khi cô ra đi. Joshua tận hưởng những giây phút cuối cùng với Maya trước khi tàu NOMAD phát nổ, còn Alphie trở lại Trái Đất và chứng kiến con người đang hân hoan vui mừng vì tàu NOMAD đã bị phá hủy.

## Diễn viên
- John David Washington trong vai trung sĩ Joshua Taylor, một trung sĩ của quân đội Mỹ. Anh có cánh tay phải và chân trái nhân tạo do chấn thương bởi vụ nổ hạt nhân ở Los Angeles, khiến anh mất cả cha mẹ và người em trai.
- Gemma Chan trong vai Maya Fey-Taylor / Nirmata, con gái ruột và người thừa kế của Nirmata gốc ("Kẻ kiến tạo"), và là vợ của Joshua. Bên cạnh đó, Gemma Chan cũng vào vai một số robot khác trong suốt bộ phim dưới bản dạng của Maya quá cố.
- Ken Watanabe trong vai Harun, một binh lính robot ở Tân Á.
- Sturgill Simpson trong vai Drew, đồng đội và là bạn thân của Joshua.
- Amar Chadha-Patel trong vai Omni / Sek-on / Trung sĩ Bùi, một công dân của Tân Á hiến nhân dạng của mình cho nhiều robot trí tuệ nhân tạo.
- Ralph Ineson trong vai Andrews, một tướng lĩnh quân đội Mỹ.
- Ngô Thanh Vân trong vai Kami, bạn gái robot của Drew.
- Marc Menchaca trong vai McBride, một binh lính của quân đội Mỹ và đồng đội trong nhóm quân của Joshua.
- Madeleine Yuna Voyles trong vai Alpha-O / "Alphie", một bản dạng robot AI với khả năng điều khiển từ xa.
- Allison Janney trong vai Howell, một đại tá trong quân đội Mỹ, người đã tuyển dụng Joshua. Bà là người mang trong lòng mỗi nỗi hận sâu sắc đối với trí tuệ nhân tạo vì hai con trai của bà đã tử trận trong trận chiến với chúng.
- Robbie Tann trong vai Shipley, một binh lính của quân đội Mỹ và đồng đội trong nhóm quân của Joshua.
- Michael Esper trong vai Cotton, đội trưởng nhóm quân của Joshua.